# انجمن بین‌المللی منابع آب
انجمن بین‌المللی منابع آب (IWRA) (به انگلیسی: International Water Resources Association) یک سازمان غیرانتفاعی و غیردولتی است، با هدف بهبود مدیریت منابع آب. شبکه‌ای حرفه‌ای از متخصصان آب که به اشتراک‌گذاری دانش جهانی دربارهٔ منابع آب را در یک جغرافیای منظم تسهیل می‌کند. این انجمن بین‌المللی، هدف خود را از طریق آموزش، به اشتراک‌گذاری علوم، رویدادها، انتشارات و فرصت‌های موجود کار در این شبکه حرفه‌ای به انجام می‌رساند. دفتر اجرایی انجمن بین‌المللی منابع آب در پاریس قرار دارد.

## تاریخچه
انجمن بین‌المللی منابع آب، به‌عنوان یک مجمع جهانی، برای تبادل و تکمیل‌کردن علوم و تجربیات مربوط به فعالیت سازمان‌های موجود، به‌منظور پر کردن خلأ حرفه‌ای در زمینه اطلاعات منابع آب، در سال ۱۹۷۱ در ایالت ویسکانسین در ایالات متحده تأسیس گردید. این انجمن در سال ۱۹۷۲ با «ون ته چو»، به عنوان اولین رئیس این انجمن شروع به کار کرد. در سال ۱۹۸۸، بزرگداشتی با سخنرانی «ون ته چو» و دادن جایزه به وی به عنوان اولین رئیس مبتکر و بنیانگذار محترم این انجمن برگزار گردید.

## کنگره جهانی آب
مهمترین رویداد سازمان‌یافته، توسط انجمن بین‌المللی منابع آب، کنگره جهانی آب است. این کنگره از سال ۱۹۷۳ تاکنون، ۱۶ بار در نقاط مختلف جهان از جمله در کشورهای ایالات متحده آمریکا، هند، مکزیک، آرژانتین، بلژیک، کانادا، مراکش، مصر، استرالیا، اسپانیا، فرانسه، برزیل و اسکاتلند، برگزار شده‌است. این کنگره‌ها زمینه ارتباط و ملاقات دست اندرکاران، برای شناخت مسائل جهانی مربوط به آب و ارائه دانش و تحقیقات و پیشرفت این صنعت و تحولات جدید آنرا ایجاد می‌کند. همچنین خط کار این کنگره در جهت دست‌یابی به اهداف توسعه پایدار، بر اساس توافقنامه‌ای، که در کنفرانس تغییر اقلیم ۲۰۱۵ سازمان ملل متحد در پاریس معروف به cop21 منعقد گردید، می‌باشد. برگزاری یک جلسه ویژه در جریان هشتمین کنگره جهانی آب در نوامبر ۱۹۹۴ در قاهره، منجر به توسعه «شورای جهانی آب» گردید. محور اصلی بحث در شانزدهمین کنگره جهانی آب نیز که در ماه مه ۲۰۱۷ در کانکون مکزیک برگزار شد، موضوع دانش و سیاست گذاری منابع آب بود.

## اعلامیه کانکون
نتیجه اصلی کنگره شانزدهم جهانی آب، صدور بیانیه کانکون، مربوط به انجمن بین‌المللی منابع آب، فراخوانی بود برای اقدام به ایجاد ارتباط علمی و سیاست‌گذاری آب جهت توسعه پایدار. این بیانیه خواستار بسیج فوری دانشمندان، دولت‌ها، اهدا کنندگان کمک مالی، متخصصان و جامعه مدنی برای پیوستن به تلاش‌های آنها جهت دستیابی به دستور کار ۲۰۳۰ و اهداف توسعه پایدار می‌باشد.

## انتشارات
مجله رسمی بررسی شده توسط «انجمن بین‌‌المللی آب» مربوط به  آب بین المللی است که از طریق تیلور و فرانسیس منتشر شده است. این مجله دربرگیرنده مقالات اصلی و یادداشت‌های فنی می‌باشد.